# Tigergade
Tigergade er en gade i kvarteret Nyboder i Indre By i København, der ligger mellem Store Kongensgade og Borgergade i forlængelse af Haregade. Gaden er opkaldt efter dyret tiger.
Gaden er belagt med brosten og er omgivet af klassiske gule toetages Nyboder-huse opført af Philip de Lange på begge sider, fra da Nyboder blev udvidet nordpå i 1755-1757. Gadenavnet slutter sig til en ældre gruppe af gader i Nyboder med navne efter dyr.